# Нугаль (провінція)
Нугаль (сом. Nugaal, араб. نوغال) - регіон і провінція в центральній частині Сомалі.
Сомалійська провінція Нугаль входить до складу практично незалежної, невизнаної міжнародним співтовариством держави Пунтленд. Головне місто провінції - місто Гарове. Наступним за величиною є місто Ейль. На півдні від Нугаля знаходиться провінція Мудуг, на північ від - провінція Барі і західніше - провінція Сул, яка раніше входила до складу регіону Нугал. На південному заході провінція межує з Ефіопією, на сході вона виходить до узбережжя Індійського океану. 26 вересня 2004 року прибережні райони Нугалю постраждали від цунамі.
Назву свою провінція отримала по річці Нугаль, що протікає по її території.